# Рудольф Бюхлер
Рудольф Бюхлер (нім. Rudolf Büchler; 14 жовтня 1915, Бреслау — 9 жовтня 1944, Баренцове море) — німецький офіцер-підводник, капітан-лейтенант крігсмаріне.

## Біографія
3 квітня 1936 року вступив на флот. З вересня 1941 по березень 1942 року пройшов курс підводника. З березня 1942 року — 1-й вахтовий офіцер на підводному човні U-161. В жовтні-листопаді пройшов курс командира човна. З 24 листопада 1942 року пройшов курс командира човна. З 24 листопада 1942 року — командир U-387, на якому здійснив 10 походів (разом 253 дні в морі). 9 грудня 1944 року U-387 був потоплений східніше півострову Рибальський у Баренцовому морі глибинними бомбами британського корвета «Бамбург Касл». Всі 51 члени екіпажу загинули.

## Звання
- Кандидат в офіцери (3 квітня 1936)
- Морський кадет (10 вересня 1936)
- Фенріх-цур-зее (1 травня 1937)
- Оберфенріх-цур-зее (1 липня 1938)
- Лейтенант-цур-зее (1 жовтня 1938)
- Оберлейтенант-цур-зее (1 жовтня 1940)
- Капітан-лейтенант (1 липня 1943)

## Нагороди
- Залізний хрест
  - 2-го класу (8 серпня 1942)
  - 1-го класу (1943)
- Нагрудний знак підводника (серпень 1942)